# Равнородность
Равноро́дность или равноро́дство — равенство по рождению, подразумевающее равный статус и равные права.

## История
Понятие равнородности в Европе широко применялось начиная с позднего Средневековья. В частности, в уголовном процессе могло быть требование, чтобы судьи, присяжные и свидетели были равнородными обвиняемому. В феодальных отношениях запрещалось принятие феода от лица, стоящего по сословию вровень или ниже принимавшего феод.
Особенно строго понятие равнородности применялось в брачном праве. Понятие равнородности (нем. Ebenbürtigkeit) было кодифицировано в германском кодексе «Саксонское зерцало» (1221—1225 годы). Оно требовало, чтобы члены правящей династии вступали в брак лишь с лицами, принадлежащими к владетельным домам. В начале средних веков неравные браки лиц высших сословий не только не признавались законными, но даже карались смертной казнью. С течением времени юридические последствия неравных браков постепенно смягчались; теперь в Германии неравенство происхождения супругов соединяется с некоторыми невыгодными последствиями лишь в браках лиц, принадлежащих к высшему дворянству и к царствующим династиям. Позднее оно распространилось на некоторые другие европейские страны, однако не использовалось в большинстве негерманских государств (Англии, Бельгии, Испании, Нидерландах, Португалии, Франции). Брак, заключённый с нарушением принципа равнородности, назывался морганатическим, а дети от такого брака теряли значительную часть сословных и имущественных прав и привилегий.
В Московской Руси требование равнородности супругов не существовало даже для членов правившего дома. В Российской империи принцип российского государственного права, требующий, чтобы члены императорской фамилии вступали в брак лишь с лицами, принадлежащими к владетельным домам, был заимствован из Германии в XVIII веке. Впервые оно было установлено «тестаментом» Екатерины I, но постановления этого акта не исполнялись. Семейные законы Ольденбургского дома, голштейн-готторпская линия которого в лице Петра III вступила на русский престол, тоже не знали этого начала. Его нет и в Учреждении императорской фамилии, изданном Павлом I (4 января 1788 года, опубликовано 5 апреля 1797 года). В законодательстве Российской империи это начало установлено манифестом 20 марта 1820 года по поводу брака великого князя Константина Павловича с княжной Лович. По этому закону лицом неравнородным считалось лицо, не принадлежащее ни к какому царствующему или владетельному дому (по германскому праву лицами равнородными считаются также и все принадлежащие к высшему дворянству). Права члена императорской фамилии не передавались неравнородному супругу, а дети от такого брака не имели права на престол. Другие права этих детей не были выяснены до закона 2 июня 1886 года, установившего, что они вообще не имели прав членов императорской фамилии. Понятие равнородности в России было отменено после Февральской революции 1917 года. Дольше всего это понятие просуществовало в законодательстве Германии, где оно был ликвидировано лишь в 1919 году, с принятием конституции Веймарской республики.